# 셀레스피드
셀레스피드(Selespeed)는 이탈리아 마그네티 마렐리가 개발한 자동차 반자동 기어의 브랜드명이다.

## 역사

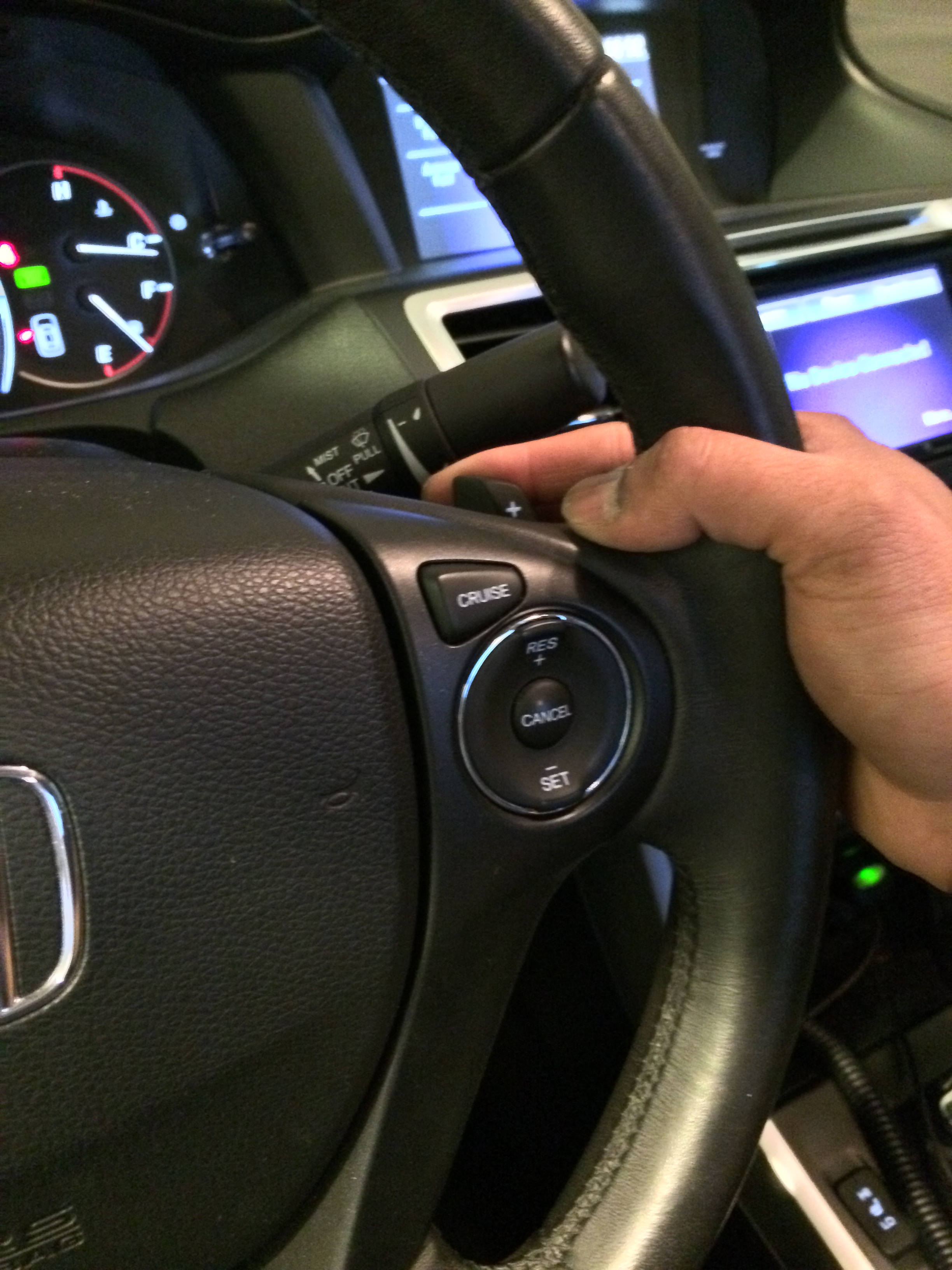
핸들 바로 아래에 위치해 손가락으로 잡아댕기는 패들 쉬프트. 따로 클러치 패달이 없다.

셀레스피드는 전자식 클러치로 작동되는 로봇화된 수동기어다. 자동차 핸들 밑에 손가락으로 당기면 작동하는 패들 쉬프트, 또는 수동기어에서처럼 조이스틱 형태의 기어봉으로 작동된다. 핸들 아래의 오른쪽 패들이 기어를 올리고, 왼쪽 패들이 기어를 내린다.
1999년 알파 로메오 156에 처음 장착되었다. 당시 동급 차량 중에서는 세계 최초로 로봇화된 기어를 사용했다. 핸들 위에 버튼이 있어서 기어를 올리고 내렸는데, 2002년부터는 알파 로메오 147을 시작으로, 패들 쉬프트로 바뀌었다.
패들 시프트(paddle shift)는 핸들(스티어링 휠) 뒷부분에 달린 막대나 핸들 좌우에 스위치를 이용해 변속할 수 있게끔 한 것이다. 본래 전문 자동차 경주 포뮬러 원(F1)용으로 개발된 것으로 초고속으로 달리면서 2~3초마다 기어 변속을 간단하게 할 수 있게끔 고안됐다. 핸들에서 손을 떼지 않고 손가락 하나로 간단하게 변속함으로써 운전에 집중할 수 있고 빠른 변속이 가능해 차선 변경이나 추월도 쉽게 할 수 있다.
브레이크를 밟으면 자동으로 기어가 속도에 맞게 내려간다. 그리고 다시 속도를 올릴때는 클러치 패달 없이, 오른쪽 패들 시프트만 손가락으로 당겨주면 매우 신속하게 수동으로 기어가 변속된다.